# UVERworld UNSER TOUR at TOKYO DOME 2019.12.19
『 UVERworld UNSER TOUR at TOKYO DOME 2019.12.19』（ウーバーワールド アンサー ツアー アット トウキョウドーム）は、UVERworldの17枚目のライブDVDである。2020年7月1日にgr8!records (SME) より発売された。Blu-ray版も、同日に発売された。

## 概要
今作は、UVERworldが2019年12月に行った東京ドームでの2日間のワンマンライブのうち、12月19日に「UNSER TOUR at TOKYO DOME」と銘打たれた公演を収録。初回限定版には、DVD版、Blu-ray版共通のスペシャルパッケージ、200ページに及ぶ写真集、三方背ケースの他、特典映像として今回の公演のドキュメンタリー映像が収録されている。

## 収録曲
1. UNSER
2. Touch off
3. WE ARE GO
4. stay on
5. 境界
6. ナノ・セカンド
7. 在るべき形
8. ODD FUTURE
9. world LOST world
10. KINJITO
11. NO.1
12. PRAYING RUN
13. Making it Drive
14. ALL ALONE
15. THE OVER
16. 和音
17. Massive
18. First Sight
19. EDENへ
20. UNKNOWN ORCHESTRA
21. Don't Think.Feel
22. Q.E.D.
23. 零HERE～SE～
24. IMPACT
25. AFTER LIFE
26. 0 choir
27. 7日目の決意
28. MONDO PIECE
29. LONE WOLF（ENDING）